# Barthélémy Kotchy
Barthélémy Kotchy o Barthélémy Kotchy-N'Guessan (Grand-Bassam, 1934-Abiyán, 19 de enero de 2019) fue un escritor y político marfileño.
Miembro fundador del Frente Popular Marfileño y desde 2008 presidente de la ASCAD.

## Obra
- 1982 : Olifant noir ; suivi de, Chansons africaines
- 1984 : La critique sociale dans l'œuvre théâtrale de Bernard Dadié
- 1984 : Propos sur la littérature négro-africaine, con Christophe I-Dailly
- 1989 : Une lecture africaine de Léon Gontran Damas
- 1993 : Aimé Césaire, l'homme et l'œuvre, con Lilyan Kesteloot
- 2001 : La correspondance des arts dans la poésie de Senghor : essai